# Hanko

Kaartje met gemeentegrens van Hanko.

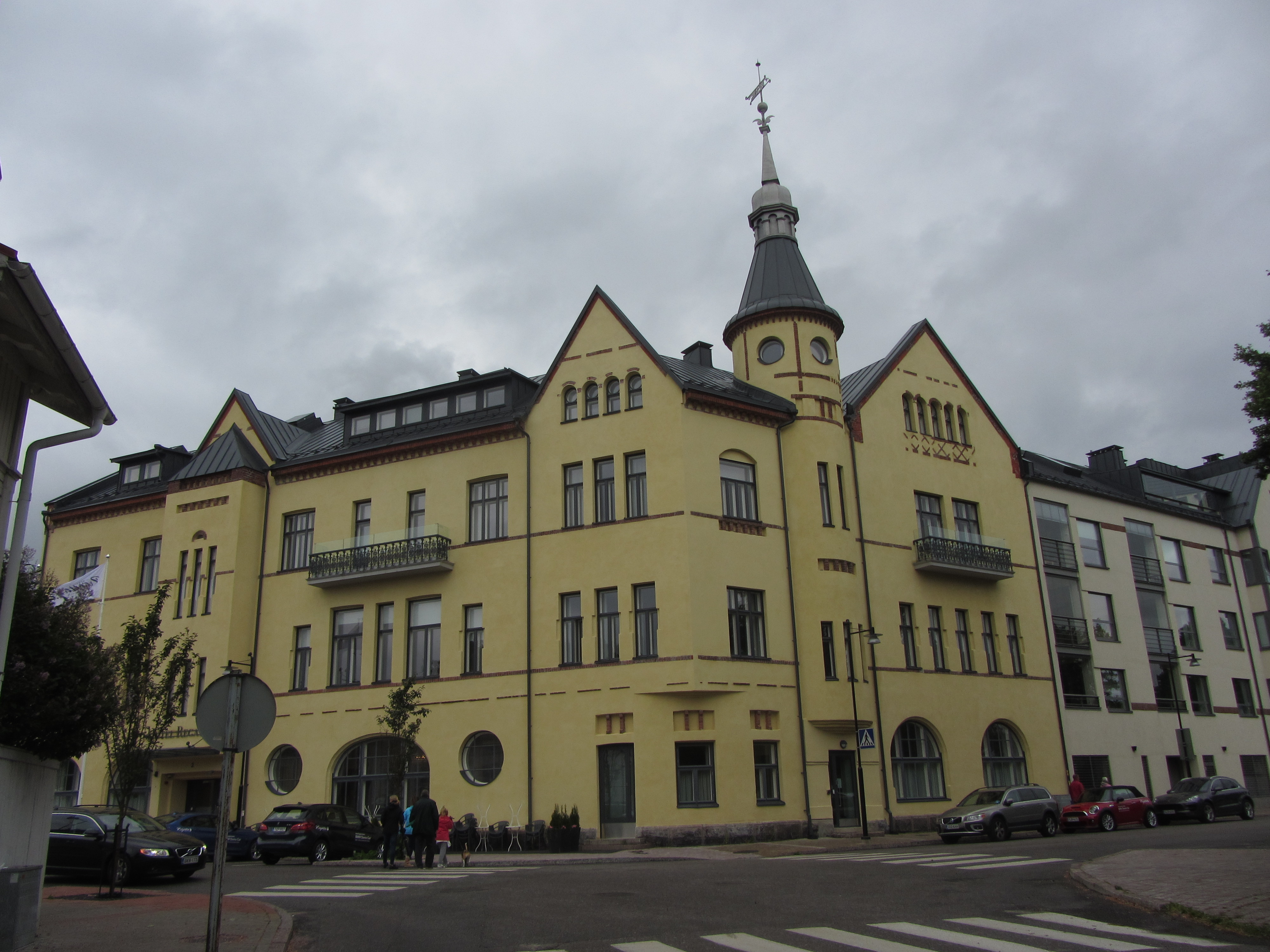
Hotel Continental, het tegenwoordige hotel Regatta

Hanko (Zweeds: Hangö) is een gemeente en stad in de Finse provincie Zuid-Finland en in de Finse regio Uusimaa. De gemeente heeft een landoppervlakte van 117,46 km² en telt 7.832 inwoners (2022).

Deze plaats heeft een haven met verschillende faciliteiten voor het toerisme. Hanko is een tweetalige gemeente met Fins als meerderheidstaal (± 55%) en Zweeds als minderheidstaal.

## Geografie
Hanko is de meest zuidelijk gelegen gemeente van Finland. De gemeente ligt op het grootste deel van het gelijknamige schiereiland. Binnen dit gebied liggen de volgende dorpen en buurtschappen: Bengtsår, Gunnarsstrand (Fins: Gunnarinranta), Kapellhamnen (Fins: Kappelisatama), Koverhar, Krogarhamnen (de haven van Tvärminne), Krogars (treinstation), Sandö (Fins: Santala), Syndalen (militair oegengebied), Tvärminne (met onderzoekstation) en Täktom. 

## Geschiedenis
Hanko is strategisch gelegen aan het begin van de Finse Golf. Het heeft een lange geschiedenis van oorlogen en veldslagen. In 1714 vochten hier de Zweedse en Russische marine in de Grote Noordse Oorlog (1700-1721). De zeeslag bij Hanko was de allereerste overwinning van de Russische vloot.
De vestingwerken op het schiereiland Hanko waren al begonnen tegen het einde van de 18e eeuw, toen de Zweden drie afzonderlijke forten op de afgelegen eilanden bouwden. De forten werden in 1809 door Rusland overgenomen. Tijdens de Krimoorlog werden de forten door de Royal Navy gebombardeerd en uiteindelijk opgeblazen door hun eigen verdedigers.
De stad werd gesticht in 1874, kort nadat de spoorweg Hanko-Hyvinkää in 1872 werd ingehuldigd. Het keizerlijke handvest voor de stad werd verleend door tsaar Alexander II.
In de late 19e en vroege 20e eeuw was Hanko de favoriete haven voor emigranten die Finland verlieten voor een nieuw leven in Noord-Amerika.
In de late 19e eeuw was de stad een populair kuuroord voor de Russische adel. Diverse gebouwen uit die periode zijn bewaard gebleven, zoals het Hanko Casino en Hotel Continental (1901). Deze laatste gaat nu verder onder de naam Hotel Regatta.
De vuurtoren van Bengstkär, op zo’n 25 kilometer ten zuidwesten van Hanko, is met 52 meter de hoogste vuurtoren van Scandinavië. Het werd gebouwd in 1906 en was het eerste vuurtorenmuseum in Finland.
Tijdens de Winteroorlog (1939-1940) werd de stad zwaar gebombardeerd door de Sovjet-luchtmacht. In het vredesverdrag van Moskou moest Finland de basis voor 30 jaar verhuren aan de Sovjet-Unie. Tijdens de Vervolgoorlog werden Sovjet-troepen gedwongen Hanko begin december 1941 te evacueren. De Sovjet-Unie zag formeel af van de huurovereenkomst in het vredesverdrag van Parijs van 1947. In ruil hiervoor kreeg het de Finse marinebasis Porkkala.

## Geboren
- Anders Roth (1967), Fins voetballer
- Niclas Grönholm (1968), Fins voetballer
- Tom Enberg (1970), Fins voetballer